# 大山悠輔
大山 悠輔（おおやま ゆうすけ、1994年12月19日 - ）は、茨城県下妻市出身のプロ野球選手（内野手、外野手）。右投右打。阪神タイガース所属。

## 経歴

### プロ入り前
下妻市立宗道小学校1年時に軟式野球チーム「宗道ニューモンキーズ」に入団、投手兼内野手として野球を始め、下妻市立千代川中学校では軟式野球部に所属。高校進学に際しては県内の強豪校からの誘いがあったが、憧れの存在であった2学年上の塚原頌平がいたことや、野球部監督の沢辺卓己の誘いもあり、つくば秀英高等学校へ進学。進学後は、1年時から投手兼遊撃手を務め、通算27本塁打を打った。2学年上に塚原、同学年に中塚駿太がいたが、在学中には春夏とも甲子園球場での全国大会に出場できなかった。
高校卒業後は、中塚と共に白鷗大学へ進学。関甲新学生野球のリーグ戦には、大学1年時の春から三塁手として出場すると、1年時の春季と2年時の秋季にベストナインへ選ばれた。4年時の春季リーグ戦では、打率.417、リーグ新記録の8本塁打、タイ記録の20打点を達成。本塁打王と打点王を獲得するとともに、三塁手として3度目のベストナイン選出を経験した。リーグ戦では通算98試合に出場。119安打、16本塁打、93打点を記録した。大学4年時の夏には第40回日米大学野球選手権大会の日本代表に選出。全5試合に「4番・三塁手」としてスタメンで出場したものの、結果は15打数2安打1打点にとどまった。3学年下に大下誠一郎がいる。
2016年10月20日に行われたドラフト会議では、阪神タイガースから1位指名を受け、年俸1500万円、契約金1億円に出来高分5000万円（金額は推定）を加えた最高条件で入団した。背番号は3で、担当スカウトは平塚克洋。このドラフト会議では、中塚も埼玉西武ライオンズからの2巡目指名を経て入団している。
なお、ドラフト会議での指名直後には白鷗大学の4番打者として関東地区大学野球選手権へ出場。1回戦では、初回に逆転2点本塁打を打った。2回戦では、延長10回のタイブレークから一死満塁で迎えた打席で三振に倒れ、チームは明治神宮野球大会への出場を逃した。

### 阪神時代

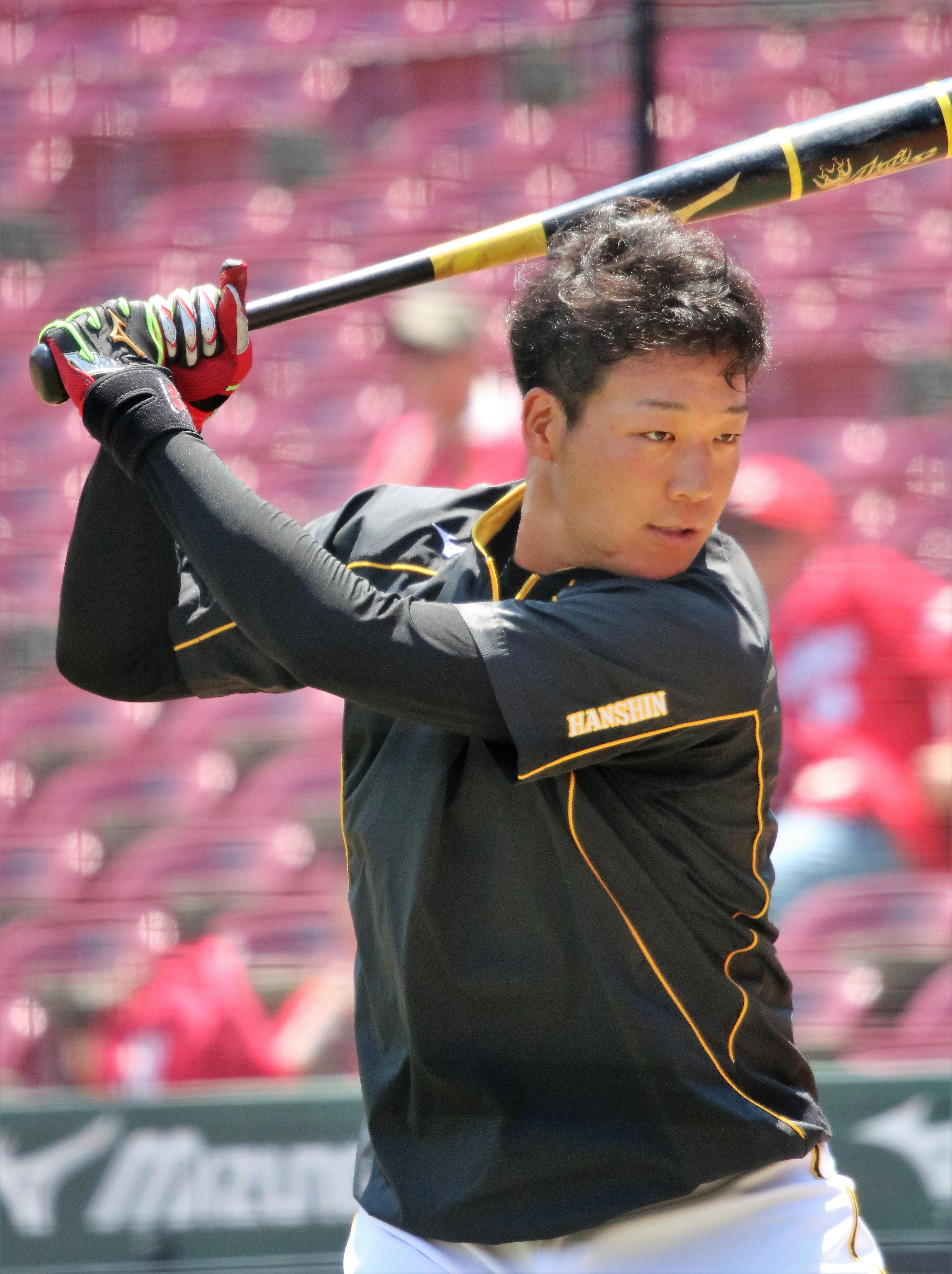
2018年5月12日 マツダスタジアム

2017年、オープン戦の途中まで一軍に帯同。9試合の出場で打率.333という成績を残した。しかし、一軍監督（当時）の金本知憲の意向や、チームの育成方針などとの兼ね合いから公式戦を二軍で迎えた。6月23日の対広島東洋カープ戦（MAZDA Zoom-Zoom スタジアム広島）5回表に代打で一軍公式戦にデビュー。「5番・一塁手」で先発出場した7月1日の対東京ヤクルトスワローズ戦（阪神甲子園球場）では、原樹理からの決勝本塁打で公式戦初安打・初打点を記録。阪神の新人選手が一軍公式戦初安打を本塁打で記録した事例は、1987年の八木裕以来30年ぶり7人目だった。7月下旬以降の試合では、クリーンアップに起用される一方で、左翼の守備も随時経験。9月1日の対中日ドラゴンズ戦（甲子園）では、一軍公式戦で球団史上101人目の4番打者に抜擢された、さらに、9月2日の同カードでも4番打者に起用されると、シーズン6号本塁打を打った。阪神の新人選手が一軍公式戦で4番打者としてスタメン起用されたのは1964年の富恵一以来53年ぶりで、本塁打を打った事例は、球団創設2年目の1937年以降では初めてあった。以降の試合でも、4番打者としてスタメンに定着。レギュラーシーズンの最終戦だった10月10日の対中日戦（甲子園）では、プロ入り後初めて二塁手として出場すると、シーズン7号ソロ本塁打を打つなどの活躍で4打点を挙げた。チームのシーズン2位で迎えた3位DeNAとのクライマックスシリーズファーストステージでは、「5番・一塁手」として全3試合にスタメンで出場。10月15日の第2戦では、本塁打を含む4打席連続安打を記録した。CSに出場した新人選手としては初めての記録で、阪神の新人選手によるCSでの本塁打も初めてだったが、三塁打を放てなかったためCS史上初のサイクル安打達成までには至らなかった。なお、チームはファーストステージで敗退したものの、大山は全試合で安打を記録。ステージ通算で13打数7安打4打点という好成績を残した。同年は一軍公式戦の出場が75試合にとどまったにもかかわらず、セントラル・リーグ新人王選考の記者投票で京田陽太の208票に次ぐ49票を獲得。新人特別賞を受賞した濵口遥大の27票を上回った。シーズン終了後の契約交渉では、推定年俸2500万円（前年から1000万円増）という条件で契約を更改した。また、秋季キャンプでは来シーズン以降の起用法の幅を広げるため、二塁手や遊撃手の練習にも取り組んだ。
2018年、春季キャンプでは二塁手の練習を行っていたが、不慣れなポジションでの守備が打力に悪影響を及ぼす可能性を首脳陣が憂慮し、首脳陣が上記のコンバート案を再検討。鳥谷敬のポジションを二塁へ変更するとともに、大山を本職の三塁手として起用する方針へ変更した。また、野球日本代表トップチームの監督を務める稲葉篤紀から高い評価を受け、石崎剛と共に日本代表のトップチームへ選ばれた。阪神の野手が日本代表のトップチームへ選出された事例は2013年の第3回WBCの代表チームに鳥谷が選出されて以来、5年ぶりだった。オープン戦期間中に開催されるオーストラリア代表との強化試合では、全2試合に出場した。シーズンでは、前年後半からの活躍やチーム事情の変化などを背景に、学生時代からの本職である三塁手へコンバート。3月30日には、読売ジャイアンツとのレギュラーシーズン開幕戦（東京ドーム）に「6番・三塁手」としてスタメンへ起用されると、3回表の第2打席で菅野智之からシーズン初本塁打を打った。以降の試合でも三塁でのスタメン起用が続いたが、打撃不振に陥った影響で出場機会が徐々に減少。4月29日の対広島戦（マツダ）でシーズン初めてスタメンを外れると、6月22日に出場選手登録を抹消された。しかし、抹消後にウエスタン・リーグ公式戦8試合で打率.400、3本塁打、8打点を記録すると、7月3日に再登録を果たした。8月が終了した時点で一軍公式戦の本塁打数は2本にとどまっていたが、9月には1か月間で9本を打った。9月11日からの対中日3連戦（甲子園）では、同日に1試合2本塁打、12日に2試合連続本塁打を記録。9月16日からの対DeNA2連戦（横浜スタジアム）では、同日に球団史上5人目の1イニング2本塁打を含む全打席安打（6打数6安打3本塁打7打点）を、17日に2試合連続本塁打で自身初のシーズン2桁本塁打を達成した。9月27日の対DeNA戦（甲子園）でプロ入り後初めて2番打者に起用されると、自身初のランニング本塁打を記録した。甲子園球場での一軍公式戦における阪神の選手のランニング本塁打は、1988年に掛布雅之が記録して以来30年ぶりだった。シーズン全体では、一軍公式戦117試合の出場で、打率.274、11本塁打、48打点を記録。シーズン終了後の契約交渉では、推定年俸3000万円（前年から500万円増）という条件で契約を更改した。
2019年、前年に続いて、オープン戦の期間中は日本代表としても活動。3月10日には、メキシコ代表との親善試合第2戦で「6番・三塁手」として先発出場を果たした。この年から一軍監督へ就任した矢野燿大の方針でオープン戦から4番打者に固定され、3月29日のヤクルトとのレギュラーシーズン開幕戦（京セラドーム大阪）でも「4番・三塁手」としてスタメンに起用された。5月3日の対DeNA戦（甲子園）で、三嶋一輝からプロ入り初のサヨナラ安打を打った。6月20日の対東北楽天ゴールデンイーグルス戦（甲子園）では、2年連続のシーズン2桁本塁打を達成した。一軍のレギュラーシーズンで、阪神の生え抜き選手が開幕戦から4番打者として起用されながら2桁本塁打を記録した事例は、2003年の濱中治以来16年ぶりである。その後不調に陥り、8月10日の対広島戦（京セラ）で開幕戦から105試合連続で務めていた4番打者の座を新外国人のジェフリー・マルテに明け渡すことになった（「6番・三塁手」）。しかし、この試合でヘロニモ・フランスアからプロ入り初のサヨナラ本塁打を放った。8月下旬からシーズンが終了するまで8試合でスタメンを外れたほか、チームが最終戦で2年ぶりのCS進出を決めた9月も、月間打率.241・月間2本塁打にとどまった。レギュラーシーズンでは全143試合へ出場し自身初の規定打席到達を達成するとともに、チームトップの14本塁打・76打点を記録したが、三塁手としてセ・リーグ最多の20失策を記録した。CSでも打撃が振るわず、DeNAとのファーストステージ（横浜）と巨人とのファイナルステージ（東京ドーム）で1試合ずつ欠場したものの、10月11日のファイナルステージ第3戦で「7番・三塁手」としてスタメンに起用。7回表の第4打席にファイナルステージ初安打を内野安打で記録すると、同点で迎えた9回表の第5打席にソロ本塁打を打ったことによって、チームに同ステージ唯一の白星をもたらした。シーズン終了後の契約交渉では、推定年俸4700万円（前年から1700万円増）という条件で契約を更改した。
2020年、一塁手である新外国人のボーアが加入したことにより、前年一塁を守ったマルテが三塁にコンバートし、大山と開幕スタメンの座を争うこととなった。オープン戦では打率.378で首位打者に輝くアピールを見せるが、開幕戦はマルテが三塁のレギュラーとなり、大山は開幕後の数試合はベンチスタートとなる。しかし、7月4日の対広島戦（マツダ）でマルテが試合中に負傷退場すると、代わりに入った大山が本塁打を放った。そこからシーズン終了までスタメンを明け渡すことなく、主に前年と同じく4番を務めた（サンズが好調の時期は5番に入っていた）。今シーズンは好調を維持し、9月5日の対巨人戦（甲子園）で自己最多となる15号本塁打を打つと、9月8日の対DeNA戦（横浜）で自身初となる満塁弾を含む2打席連発の活躍を見せる。9月18日の対中日戦（ナゴヤドーム）で本塁打を打ち、チームでは2017年の中谷将大以来となる20号に到達した。シーズン終盤にかけて巨人・岡本和真らと本塁打王争いを繰り広げ、一時は本塁打レースのトップに立っていたが、その後18試合にわたって本塁打が出なかったことや、シーズン終盤に岡本が本塁打を連発する活躍を見せたことで、最終的に3本差で本塁打王を逃した。最終的に一軍公式戦116試合の出場で、打率.288（リーグ11位）・28本塁打（同2位タイ）・85打点（同3位）・長打率.560（同2位）・OPS.918（同6位）といずれも自己最高の成績でシーズンを終えた。11月29日、翌シーズンより糸原健斗に代わりチームキャプテンに就任することが決まった。シーズン終了後の契約交渉では、推定年俸1億円（前年から5300万円増）という条件で契約を更改した。阪神の生え抜き選手が入団5年目までに年俸1億円に到達するのは赤星憲広、藤浪晋太郎（共に4年目で到達）に次いで3人目で、内野手に限ると鳥谷（6年目で到達）を上回る球団史上最速となった。
2021年、糸原健斗に代わってチームキャプテンとしてキャンプを迎えるも、2月12日の紅白戦で腰背部の張りを訴え、一時は別メニューでの調整となった。開幕から4番を務め安打や打点を記録するものの中々本塁打が生まれなかったが、チーム17試合目の対広島東洋カープ５回戦で、自身最遅となる68打席目にようやくシーズン第1号の本塁打を記録した。5月には腰背部の張りが再発し、自身初めての負傷による登録抹消を経験した。その後も度重なる腰背部の張りに苦しみ、数度の打順降格やスタメン落ちを経験。最終的には打率.260、21本塁打、71打点と、いずれも前年から成績を落とした。特にオールスターではチームの8選手が出場を果たす中で自身は出場を逃し、この時期には「4番失格」扱いするメディアもあった。一方で、球団の生え抜き右打者では今岡誠以来となる2年連続20本塁打を記録し、球団33年ぶりとなる対巨人戦（甲子園）での逆転サヨナラ本塁打を放つなど、チームに貢献する活躍も残した。オフの12月10日に、現状維持となる推定年俸1億円で契約を更改した。自身の誕生日である12月19日に一般女性と結婚したことを発表した。
2022年は交流戦から調子を上げ、5月24日の対東北楽天ゴールデンイーグルス戦（甲子園）では、2007年以来甲子園球場で15年間無敗だった田中将大から決勝打を放ち、6月3日の対北海道日本ハムファイターズ戦（甲子園）では自身2度目となる1試合3本塁打を記録するなど打率.313、7本塁打、21打点の活躍で、2016年の山田哲人以来となる本塁打と打点の2冠王を達成。2013年の能見篤史以来球団史上3人目（4度目）となる「日本生命賞」を受賞した。7月3日の対中日戦（バンテリンドームナゴヤ）でプロ通算100号本塁打を達成した。同月13日、近親者が新型コロナウイルスの陽性判定を受けて自身が濃厚接触者となったため、特例により出場選手登録を抹消された。その後、健康が確認されたため17日の二軍戦で実戦復帰し、翌日一軍に再登録された。7月22日、対DeNA戦（甲子園）でシーズン20号本塁打を記録。これにより3年連続シーズン20本以上を記録したが、これは球団生え抜き選手では21世紀初の快挙でもある。8月5日、新型コロナウイルスへの感染が判明し、一軍登録を抹消された。その後、療養期間を経て16日に一軍に再合流。19日の公示で一軍に昇格し、同日の対巨人戦（東京ドーム）でスタメンに座った（3打数無安打）。翌日の対巨人戦では復帰後初安打を放ち回復をアピール。30日の対広島戦（甲子園）では復帰後初本塁打となる23号決勝ソロ本塁打を放った。12月6日には3000万円アップの年俸1億3000万円で契約を更改した。
2023年は新たに監督に就任した岡田彰布の方針により、「4番・一塁手」の固定、四球獲得数もリーグ最多を数え、最高出塁率のタイトルを獲得。例年見受けられた好不調の波も小さく、リーグ優勝の原動力となった。全試合4番先発出場は、阪神の選手では2009年の金本知憲以来、14年ぶり史上5人目、生え抜きでは1985年の掛布雅之以来38年ぶりとなった。4月4日の対広島戦（マツダ）では5回に犠飛を放ち、開幕戦から4試合連続打点を達成し、更に9回に決勝適時二塁打を放ち、2008年以来、15年ぶりのチーム開幕4連勝を飾った。8月22日の対中日戦（京セラ）では3-3の同点で迎えた延長10回二死満塁の打席で田島慎二からサヨナラ安打を放った。この一打は後に8月度の「阪神タイガース DIDアワード」に選出された。9月14日の対巨人戦（甲子園）では6回一死一・三塁の打席で赤星優志から阪神のリーグ優勝を決める決勝犠飛、同月23日の対ヤクルト戦（明治神宮野球場）では3回無死二・三塁の打席でエルビン・ロドリゲスから2点適時打を放ってシーズン71打点目とし、5年連続70打点を記録した。オリックス・バファローズとの日本シリーズでは第4戦（甲子園）で3-3の同点で迎えた9回一死満塁の打席でジェイコブ・ワゲスパックからサヨナラ安打、第5戦（甲子園）、第7戦（京セラ）でも適時打を放ち、日本一に貢献。SMBCみんなの声援賞を受賞した。レギュラーシーズン143試合「4番・一塁手」として全試合に出場し、打率.288、19本塁打、78打点。また99四球と出塁率.403はリーグトップであった。11月10日、一塁手で「三井ゴールデン・グラブ賞」を初受賞。阪神の一塁手での受賞は2008年の新井貴浩以来15年ぶり8回目で、全試合出場しての受賞は、2011年の栗原健太以来となった。11月27日、セ・リーグ一塁手部門でベストナインを初受賞。阪神の一塁手での受賞は2021年のジェフリー・マルテ以来で、生え抜きの日本人に限ると1981年の藤田平以来42年ぶりとなった。12月10日契約更改交渉を行い、1億3000万円から1億5000万増となる2億8000万円でサインした。順調ならば翌年中に国内FA権の資格取得条件を満たすため、球団からは複数年を提示されたが、契約年数は単年。契約更改交渉を終えて「本当にいい条件を提示してもらいましたけど、翌年も単年で勝負させてもらう。（FA権は）取得してから考えたい。連覇することしか考えていないので」と球団からの最大限の評価に感謝しながら、翌年への強い思いを口にした。
2024年開幕直前、既存の応援歌にチャンス時の前奏と2番の歌詞が追加されたことが球団から発表された。3月19日のオープン戦、対福岡ソフトバンクホークス戦（福岡PayPayドーム）で先発出場したが、下半身の張りで途中交代しオープン戦ラスト4試合を欠場。万全とは言い切れない状態での開幕戦に「4番・一塁手」で先発するも、3三振に終わった。4月19日、対中日戦（甲子園）で自身最遅となる75打席目で同年初本塁打を放ち、同日に同年初猛打賞も記録した。4月20日、国内フリーエージェント権の資格取得条件を満たした。5月16日、3試合連続無安打と不振が続いていたため、2022年8月18日以来のスタメン落ちとなり、連続先発出場が212試合で途切れた。5月22日、891試合目で通算500打点を達成。しかしその後も1割台が続くなど不調は拭えず、6月4日には同年2度目となるスタメン落ちを経験し、試合後には6年ぶりとなる二軍降格を通達された。6月21日に再昇格し、「4番・一塁手」として2安打を放った。7月・8月は5番として打席に立つ中で復調の気配を見せ、8月11日の対広島戦（京セラ）では10号ソロを放ち7年連続となる2桁本塁打を記録した。8月28日からは再び4番打者を務め、高い得点圏打率でチームを牽引した。
オフには、FA権行使締め切り日となる11月13日に権利の行使を表明。獲得交渉に乗り出した巨人に6年総額24億円超とみられる大型契約を提示されるも、29日に5年総額17億円+出来高で阪神に残留することが発表された。

## 選手としての特徴

### 打撃
落合博満が高く評価した打者の1人。長距離打者に不利な広い甲子園球場を本拠地にしながら、生え抜き打者としては30年ぶりに3年連続20本塁打を記録した球団待望の長距離打者。2020年には先発出場が109試合でありながら、本塁打王争いに加わりリーグ2位の本塁打数を記録した。

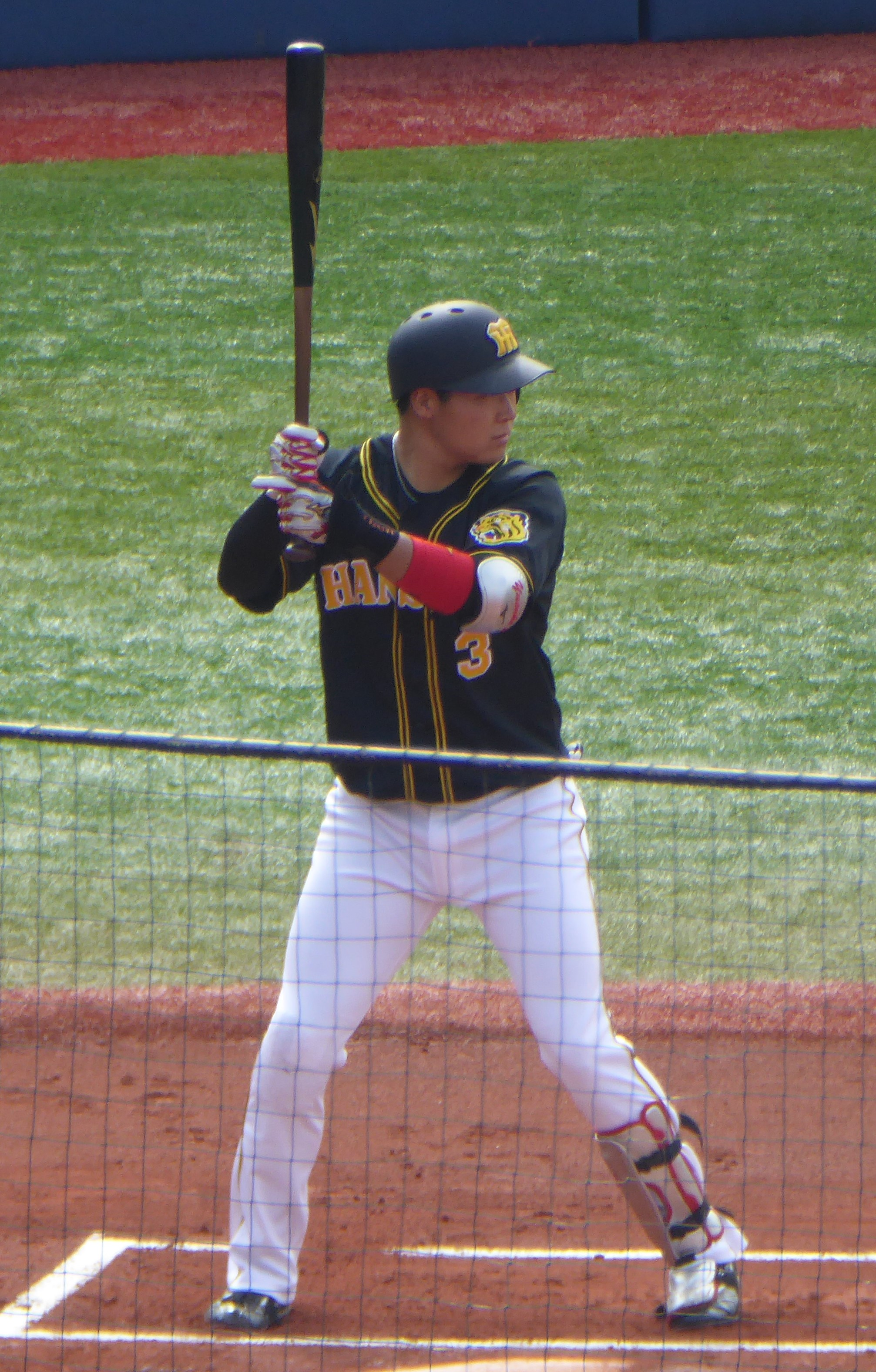
バッティングフォーム（2018年9月16日、横浜スタジアムにて）

直球に強く、打席での対応力への評価が高い。狙い球なら迷わずスイングできるといわれている。
阪神への入団当初は、スイングが波打ったりフォロースルーで伸び上がったりするなどの悪癖が見られた。当時二軍監督だった掛布雅之の指導によって改善してからは、打撃フォームに高い評価が寄せられていた。しかし、以降は新たな悪癖として軸足である右足を引きながらのスイングや、本来なら思い切り引っ張れるはずのボールに対する強引な右打ちによる弊害等が指摘されている。
2021年は監督である矢野燿大の進言のもとツイスト打法に取り組んだ。
満塁での勝負強さでも知られている。

### 守備
2021年までは主に三塁を守る。失策数は多いものの守備範囲が広くアウトにする打球も平均的な選手より多く、DELTA社の1.02 FIELDING AWARDSでは三塁手部門で2018年リーグ1位、2019年リーグ1位、2021年リーグ2位の得票数を獲得。2022年頃からは一塁手に転向している。
ユーティリティープレイヤーとしての一面も持ち、プロ入り後も一塁手・二塁手・三塁手・左翼手・中堅手・右翼手として公式戦に出場したことがある。ウエスタン・リーグ公式戦では遊撃手としても出場した。

## 詳細情報

### 年度別打撃成績
| 年 度     | 球 団     | 試 合 | 打 席 | 打 数 | 得 点 | 安 打 | 二 塁 打 | 三 塁 打 | 本 塁 打 | 塁 打 | 打 点 | 盗 塁 | 盗 塁 死 | 犠 打 | 犠 飛 | 四 球 | 敬 遠 | 死 球 | 三 振 | 併 殺 打 | 打 率 | 出 塁 率 | 長 打 率 | O P S |
| --------- | --------- | ----- | ----- | ----- | ----- | ----- | -------- | -------- | -------- | ----- | ----- | ----- | -------- | ----- | ----- | ----- | ----- | ----- | ----- | -------- | ----- | -------- | -------- | ----- |
| 2017      | 阪神      | 75    | 221   | 198   | 25    | 47    | 10       | 2        | 7        | 82    | 38    | 2     | 2        | 1     | 1     | 18    | 0     | 3     | 41    | 4        | .237  | .309     | .414     | .723  |
| 2018      | 阪神      | 117   | 378   | 347   | 48    | 95    | 19       | 4        | 11       | 155   | 48    | 5     | 3        | 1     | 2     | 26    | 0     | 2     | 54    | 14       | .274  | .326     | .447     | .773  |
| 2019      | 阪神      | 143   | 587   | 538   | 52    | 139   | 33       | 1        | 14       | 216   | 76    | 3     | 0        | 1     | 4     | 39    | 3     | 5     | 98    | 12       | .258  | .312     | .401     | .714  |
| 2020      | 阪神      | 116   | 471   | 423   | 66    | 122   | 21       | 5        | 28       | 237   | 85    | 1     | 3        | 1     | 1     | 41    | 6     | 5     | 96    | 15       | .288  | .357     | .560     | .918  |
| 2021      | 阪神      | 129   | 512   | 466   | 55    | 121   | 23       | 2        | 21       | 211   | 71    | 2     | 1        | 0     | 7     | 37    | 1     | 2     | 89    | 15       | .260  | .313     | .453     | .765  |
| 2022      | 阪神      | 124   | 510   | 439   | 54    | 117   | 18       | 1        | 23       | 206   | 87    | 0     | 1        | 1     | 5     | 59    | 5     | 6     | 103   | 17       | .267  | .358     | .469     | .827  |
| 2023      | 阪神      | 143   | 625   | 513   | 80    | 148   | 29       | 0        | 19       | 234   | 78    | 3     | 3        | 0     | 8     | 99    | 5     | 5     | 120   | 13       | .288  | .403     | .456     | .859  |
| 2024      | 阪神      | 130   | 545   | 483   | 63    | 125   | 18       | 0        | 14       | 185   | 68    | 0     | 4        | 0     | 3     | 52    | 3     | 7     | 88    | 19       | .259  | .338     | .383     | .721  |
| 通算：8年 | 通算：8年 | 977   | 3849  | 3407  | 443   | 914   | 171      | 15       | 137      | 1526  | 551   | 16    | 17       | 5     | 31    | 371   | 23    | 35    | 689   | 109      | .268  | .343     | .448     | .791  |

- 2024年度シーズン終了時
- 各年度の太字はリーグ最高

### 年度別打撃成績所属リーグ内順位
| 年 度 | 年 齢 | リ ｜ グ   | 打 率 | 安 打 | 二 塁 打 | 三 塁 打 | 本 塁 打 | 打 点 | 盗 塁 | 出 塁 率 |
| ----- | ----- | ---------- | ----- | ----- | -------- | -------- | -------- | ----- | ----- | -------- |
| 2017  | 22    | セ・リーグ | -     | -     | -        | -        | -        | -     | -     | -        |
| 2018  | 23    | セ・リーグ | -     | -     | -        | 9位      | -        | -     | -     | -        |
| 2019  | 24    | セ・リーグ | -     | -     | 4位      | -        | -        | -     | -     | -        |
| 2020  | 25    | セ・リーグ | -     | 8位   | -        | 2位      | 2位      | 3位   | -     | -        |
| 2021  | 26    | セ・リーグ | -     | -     | -        | -        | 10位     | 8位   | -     | -        |
| 2022  | 27    | セ・リーグ | -     | -     | -        | -        | 7位      | 2位   | -     | 6位      |
| 2023  | 28    | セ・リーグ | 6位   | 4位   | 6位      | -        | 9位      | 5位   | -     | 1位      |
| 2024  | 29    | セ・リーグ | -     | -     | -        | -        | 10位     | 9位   | -     | -        |

- 太字年は規定打席到達年
- -は10位未満（打率、出塁率は規定打席未到達の場合も-と表記）

### 年度別守備成績
| 年 度 | 球 団 | 一塁  | 一塁  | 一塁  | 一塁  | 一塁  | 一塁     | 二塁  | 二塁  | 二塁  | 二塁  | 二塁  | 二塁     | 三塁  | 三塁  | 三塁  | 三塁  | 三塁  | 三塁     | 外野  | 外野  | 外野  | 外野  | 外野  | 外野     |
| 年 度 | 球 団 | 試 合 | 刺 殺 | 補 殺 | 失 策 | 併 殺 | 守 備 率 | 試 合 | 刺 殺 | 補 殺 | 失 策 | 併 殺 | 守 備 率 | 試 合 | 刺 殺 | 補 殺 | 失 策 | 併 殺 | 守 備 率 | 試 合 | 刺 殺 | 補 殺 | 失 策 | 併 殺 | 守 備 率 |
| ----- | ----- | ----- | ----- | ----- | ----- | ----- | -------- | ----- | ----- | ----- | ----- | ----- | -------- | ----- | ----- | ----- | ----- | ----- | -------- | ----- | ----- | ----- | ----- | ----- | -------- |
| 2017  | 阪神  | 47    | 301   | 22    | 0     | 33    | 1.000    | 1     | 0     | 1     | 0     | 1     | 1.000    | 10    | 4     | 14    | 4     | 1     | .818     | 16    | 17    | 0     | 0     | 0     | 1.000    |
| 2018  | 阪神  | 6     | 8     | 1     | 0     | 2     | 1.000    | -     | -     | -     | -     | -     | -        | 104   | 59    | 155   | 6     | 18    | .973     | 2     | 4     | 0     | 0     | 0     | 1.000    |
| 2019  | 阪神  | 39    | 118   | 13    | 0     | 12    | 1.000    | -     | -     | -     | -     | -     | -        | 130   | 78    | 263   | 20    | 27    | .945     | -     | -     | -     | -     | -     | -        |
| 2020  | 阪神  | 27    | 47    | 3     | 0     | 4     | 1.000    | -     | -     | -     | -     | -     | -        | 108   | 68    | 179   | 6     | 13    | .976     | 4     | 1     | 0     | 0     | 0     | 1.000    |
| 2021  | 阪神  | 45    | 72    | 1     | 0     | 5     | 1.000    | -     | -     | -     | -     | -     | -        | 123   | 64    | 201   | 10    | 15    | .964     | -     | -     | -     | -     | -     | -        |
| 2022  | 阪神  | 100   | 732   | 49    | 4     | 60    | .995     | -     | -     | -     | -     | -     | -        | 7     | 3     | 8     | 1     | 1     | .917     | 39    | 57    | 1     | 1     | 0     | .983     |
| 2023  | 阪神  | 143   | 1286  | 109   | 9     | 118   | .994     | -     | -     | -     | -     | -     | -        | -     | -     | -     | -     | -     | -        | -     | -     | -     | -     | -     | -        |
| 2024  | 阪神  | 130   | 1132  | 97    | 7     | 96    | .994     | -     | -     | -     | -     | -     | -        | -     | -     | -     | -     | -     | -        | -     | -     | -     | -     | -     | -        |
| 通算  | 通算  | 537   | 3696  | 295   | 20    | 330   | .995     | 1     | 0     | 1     | 0     | 1     | 1.000    | 482   | 276   | 820   | 47    | 75    | .959     | 61    | 79    | 1     | 1     | 0     | .988     |

- 2024年度シーズン終了時
- 各年度の太字はリーグ最高
- 太字年はゴールデングラブ賞受賞年

### タイトル
- 最高出塁率：1回（2023年[97]）

### 表彰
- ベストナイン：1回（一塁手部門：2023年）
- ゴールデングラブ賞：1回（一塁手部門：2023年）
- セ・パ交流戦 日本生命賞：1回（2022年）
- 日本シリーズ SMBCみんなの声援賞：1回（2023年[104]）
- 月間サヨナラ賞：1回（2021年7・8月）
- 阪神タイガースDIDアワード
  - 月間賞：4回（2022年5月、6月、8月、2023年8月[100]）
  - 年間大賞：1回（2022年）
- キリンビール ビッグボード賞（2021年）※球団では、新井貴浩（2013年）以来、2人目[注 10]。
- 阪神タイガース激励シリーズ 優秀選手（2022年）

### 記録
初記録
- 初出場・初打席：2017年6月23日、対広島東洋カープ10回戦（MAZDA Zoom-Zoom スタジアム広島）、5回表にランディ・メッセンジャーの代打で出場、クリス・ジョンソンから空振り三振
- 初先発出場：2017年6月29日、対中日ドラゴンズ12回戦（ナゴヤドーム）、「6番・一塁手」で先発出場
- 初安打・初打点・初本塁打：2017年7月1日、対東京ヤクルトスワローズ11回戦（阪神甲子園球場）、3回裏に原樹理から左越3ラン
- 初盗塁：2017年7月19日、対広島東洋カープ14回戦（阪神甲子園球場）、6回裏に二盗（投手：中田廉、捕手：會澤翼）

節目の記録
- 100本塁打：2022年7月3日、対中日ドラゴンズ14回戦（バンテリンドーム ナゴヤ）、2回表に柳裕也から中越2ラン ※史上305人目[145]
- 500打点：2024年5月22日、対広島東洋カープ9回戦（MAZDA Zoom-Zoom スタジアム広島）、1回表に森下暢仁から左前適時打
- 1000試合出場：2025年4月26日、対読売ジャイアンツ5回戦（阪神甲子園球場）、「5番・一塁手」で先発出場 ※史上537人目[146]
- 1000安打：2025年7月21日、対読売ジャイアンツ18回戦（東京ドーム）、3回表に井上温大から左前安打 ※史上324人目[147]

その他の記録
- 1イニング2本塁打：2018年9月16日、対横浜DeNAベイスターズ20回戦（横浜スタジアム）、3回表に今永昇太から左越ソロ、田中健二朗から左越2ラン ※史上20人目22度目[148]
- 1試合6安打：同上、今永昇太から2安打、田中健二朗、石田健大、三嶋一輝、砂田毅樹から1安打ずつ ※史上9人目、2リーグ制後最多タイ記録、3本塁打を含む6安打は史上初[148][注 11]
- 1試合3本塁打：2回 ※2回以上記録したのは球団史上4人目[149]
  - 1回目：同上、今永昇太から左越ソロ、田中健二朗から左越2ラン、砂田毅樹から左越3ラン ※球団では2009年のクレイグ・ブラゼル以来9年ぶり、1イニング2本塁打を含む1試合3本塁打は史上4人目[148]
  - 2回目：2022年6月3日、対北海道日本ハムファイターズ1回戦（阪神甲子園球場）、上沢直之から左越ソロ、上沢直之から中越ソロ、堀瑞輝から左越ソロ ※甲子園で記録したのは2011年のターメル・スレッジ以来11年ぶり[149]
- オールスターゲーム出場：3回（2022年、2023年、2025年）

### 背番号
- 3（2017年[13] - ）
- 8（2018年 侍ジャパン強化試合）

### 代表歴
- 2016年 - 第40回日米大学野球選手権大会日本代表
- 2018年 - ENEOS 侍ジャパンシリーズ2018